# Gunung Barani (Barumun)
Gunung Barani is een bestuurslaag in het regentschap Padang Lawas van de provincie Noord-Sumatra, Indonesië. Gunung Barani telt 206 inwoners (volkstelling 2010).